# Sri Pada
Sri Pada (vagy Ádám-csúcs) szent hegy Srí Lanka (Ceylon) szigetén. A Föld egyetlen olyan szent hegye, melyet a világvallások hívői egyöntetűen tiszteletben tartanak.

## Elnevezései
Szingalézül Sri Pada (Szent Lábnyom), tamil nyelven Sivanolipatha Malai (Siva lábnyoma), portugálul Pico de Adão (Ádám-csúcs), angolul Adam's Peak, arabul Al-Rohoun.
Egyéb elnevezései: szanszkritül Samantakuta, szingalézül Samanelakhanda, a Sámán hegye, aki az 5. századi ceyloni krónika, a Mahavamsa szerint a sziget négy védelmezőjének egyike volt.

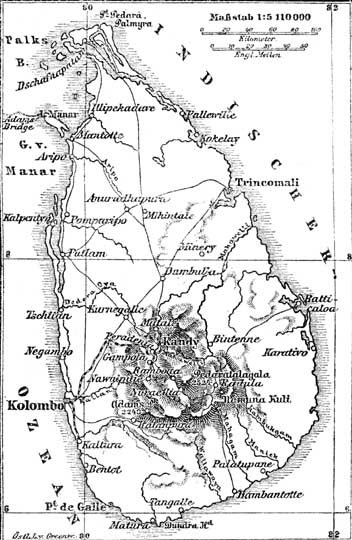
Sri Pada a középhegység délnyugati részén található, Adams jelöléssel (19. századi térkép)

## A Szent Hegy helye
- Koordináták: 6°49'É – 80°30'Ny
- Hely : Srí Lanka, Sabaragamuwa tartomány, Ratnapura városától 16 km északkeletre.
- Magassága : 2243 méter

## A Szent Hegy története
A hegy Ptolemaiosz Geográfia művében fordul elő először, Valspada néven.
Szent hegye hindu, buddhista, keresztény és muszlim zarándokoknak.
Az első forrás a Kr. u. 1100-as évek elején említi a Szent Lábnyomot, amely a hagyományok szerint a történelmi Buddha lábnyoma.
A zarándoklat leglátogatottabb ideje a decemberi teliholdtól a buddhista Vészák-ünnepségig (májusi telihold) tart. A cél: valamelyik napkeltekor elérni a csúcsot. Ekkor a hegy árnyéka tökéletes háromszögként vetül a környező égboltra, amely hirtelen eltűnik, ahogy a Nap felkél. A körvonal azért is különös jelentőségű, mivel maga a hegy nem annyira szabályos alakú, mint az árnyéka. Az év többi hónapjaiban a hegyet rendszerint sűrű felhőtakaró veszi körül.
A kúp alakú hegy egy megközelítőleg 8-szor 24 méteres fennsíkban végződik, ahol különös látvány fogadja a zarándokot: egy hatalmas, lábnyom formájú sziklatömb, melynek mérete kb. 170-szer 70 centiméter. Az ereklye a Föld hívői számára mást és mást jelent.
Déli (mahájána) buddhisták szerint Buddha lábnyoma, aki háromszor járt a szigeten, és utolsó megjelenésekor hagyta azt maga után — írja a Mahávamsza.
Dél-indiai hinduk szerint Siva isten lábnyoma.
Az 1505 körül bevándorolt portugál keresztények legendája alapján Szent Tamás apostol ereklyéje, akinek lába mennybemenetele előtt itt taposta utoljára a Földet.
Iszlám hívők szerint az első ember, Ádám lábnyoma, aki Földre érkezésekor először a szigetre, itt tette a lábát. Innen a hegy portugálul és angolul elterjedt neve a Pico de Adam illetve Adam's Peak: Ádám-csúcs.
A legenda azt is elmondja, hogy Ádámnak Allah azért jelölte ki ezt a helyet, mivel ez volt az a sziget, mely a legjobban hasonlított a Paradicsomra. Erről írt gyönyörűen Giovanni de Marignolli 1335-ben:
„Taprobane a Paradicsomtól negyven mérföld, ahol már hallani forrásainak hangját…”
Az arab legendának pedig egyenes folytatása, miszerint a hegyen évszázadok óta találhatók drágakövek a Paradicsomból kiűzetett Ádám és Éva könnyeinek kikristályosodásai.
Amikor a buddhisták szerint Buddha odalátogatott és rendkívüli szegénységet talált, megajándékozta a szigetlakókat.
Innen a hegy arab elnevezése az Al-Rohun, illetve a szanszkrit Ratnagiri: Gyémánthegy.
Egy XIV. századi perzsa legenda szerint a sziget minden fűszerét és virágát Allah teremtette, hogy midőn Ádám a szigetre érkezik, semmiben ne szenvedjen hiányt.

## A Szent Hegy híres utazói
- Kr. u. 59 körül nesztoriánus keresztények érkeztek Perzsiából
- 324 körül Nagy Sándor, Iskander járt a szigeten
- 410-es évek, Fa-hszien, kínai szerzetes töltött két évet a szigeten
- 655 Punyopaya, indiai szerzetes
- 851 Sulaiman, arab kereskedő
- 929 Abu Abdullah Khafif, arab
- 1280-as évek, Al Qazwini, arab
- 1292 Marco Polo (saját leírásában nem említi)
- 1327 körül Friar Odoric, olasz szerzetes
- 1344 Ibn Battúta, arab utazó
- 1340-es évek, Friar Marignolli, olasz szerzetes
- XV. sz. közepe Fra Mauro, olasz szerzetes, térképész

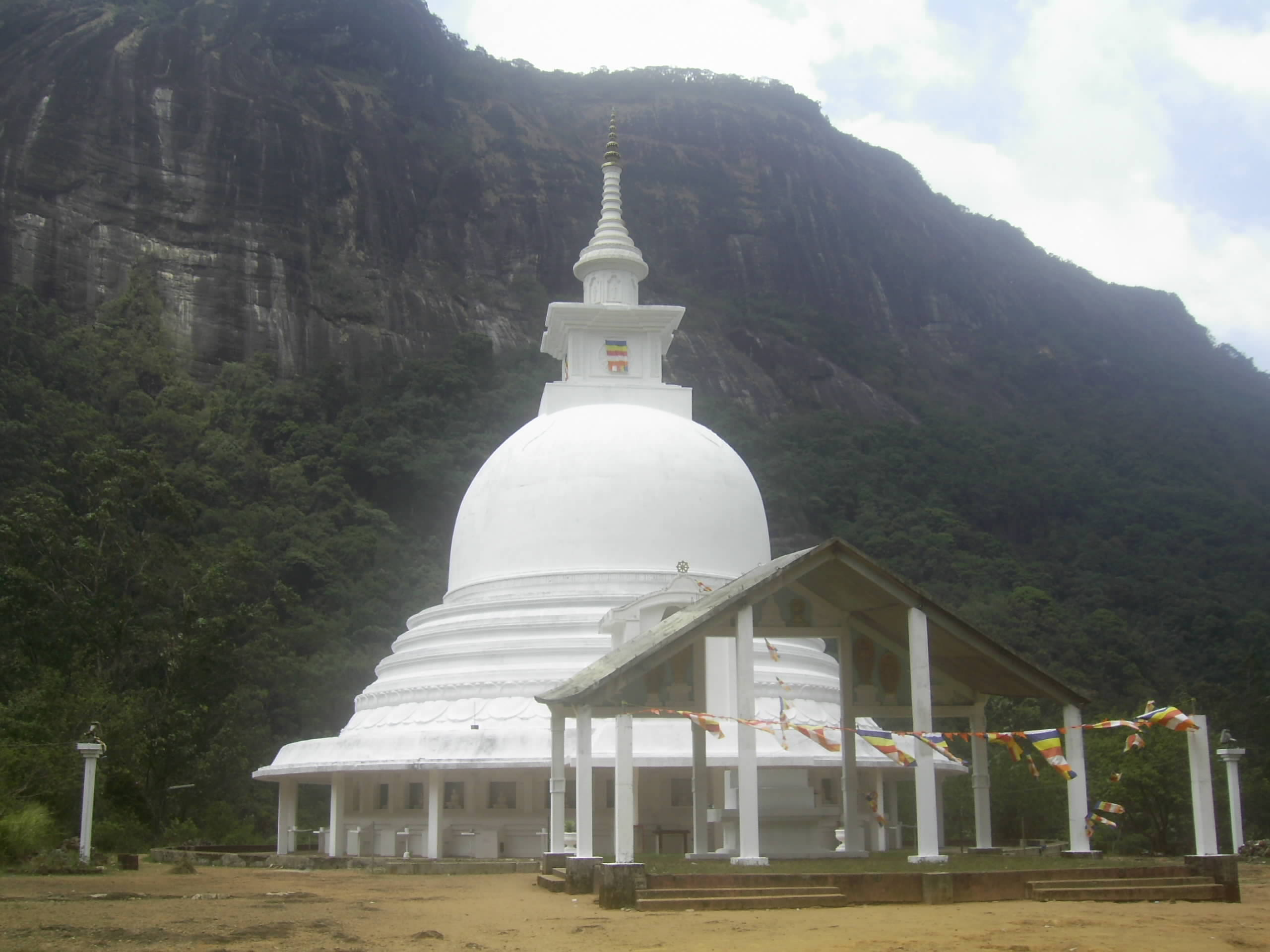
Buddhista pagoda a hegyen

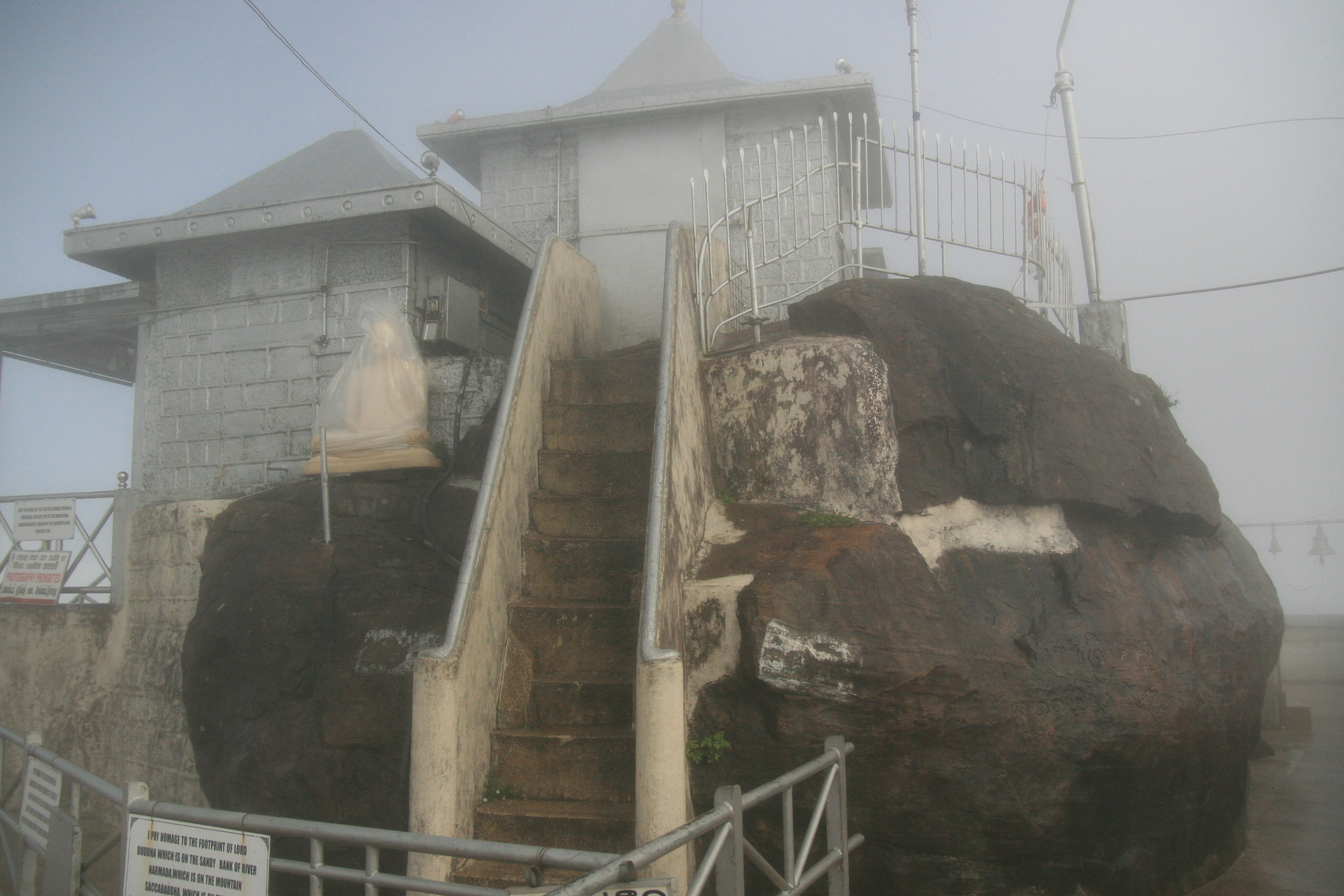
Templom a hegycsúcson

## A Szent Hegy az irodalomban
- A misztikus Lemuria is szerepel, mint a mai Srí Lanka szigetének helyén.
- A Pistis Sophia, 2. századi gnosztikus mű.
- Rámájana és Mahábhárata, indiai hősköltemények
- Mahávamsza, 5. századi ceyloni krónika
- Manimegalai, 6. századi tamil költemény.
- Al Tabari, 9. sz.
- Anargharaghava, 9. századi szanszkrit költemény. Rama repülő szekerén megy a hegycsúcsra Sita-hoz, asszonyához.
- Balaramayana, 9. századi szanszkrit költemény. A sziget királya Rohana, a Gyémánt-hegy Ura.
- Rajataragani, 9. századi költemény Kashmírból. Megavahana király, aki felmegy a hegycsúcsra.
- Sumantakutavannana, 13. századi páli költemény.
- Salalihini Sandesa, 15. századi szingaléz költemény.
- Suvul Sandesa, 16. századi szingaléz költemény.
- Ezeregyéjszaka meséi – Szinbád történetei, hatodik utazás
- A 20. században Arthur C. Clarke regényében, a The Fountains of Paradise-ban bukkan fel a hegy, számos, korabeli forrás megidézésével.

## Ajánlott irodalom
- William Skeen: Adam's Peak (Colombo, 1870; New Delhi, 1997)
- Senarath Paranavitana: The God of Adam's Peak (Ascona, 1958)
- Markus Aksland: The Sacred footprint (Bangkok, 2001)